# Nicolau, Duque de Angermânia
O Príncipe Nicolau Paulo Gustavo, Duque de Angermânia (em sueco: Nicolas Paul Gustaf; Danderyd, 15 de junho de 2015) é um príncipe da Suécia por nascimento. Ele é o único filho varão da princesa Madalena, Duquesa da Helsíngia e Gestrícia, com seu marido, o estadunidence-britânico de ascendência nobre irlandesa Christopher O'Neill. Ele é desde o nascimento um membro da família real sueca e atualmente o 11º na linha de sucessão ao trono sueco, logo atrás de sua irmã maior, a princesa Leonor, Duquesa da Gotlândia, e imediatamente à frente de sua irmã caçula, a princesa Adriana, Duquesa de Blecíngia.
Ele é o terceiro neto no geral do rei Carlos XVI Gustavo da Suécia e da rainha consorte Sílvia da Suécia. 
Em outubro de 2019, a Casa Real de Bernadotte anunciou oficialmente que ele não teria deveres reais oficiais.

## Nascimento
O príncipe Nicolau Paulo Gustavo (em sueco: Nicolas Paul Gustaf) nasceu às 13h45min do dia 15 de junho de 2015 no Hospital Danderyds, localizado em Danderyd na Suécia. Ele é o segundo filho, o único menino, da princesa Madalena, Duquesa da Helsíngia e Gestrícia, e seu marido o Christopher O'Neill. O seu nascimento foi celebrado com uma salva de tiros em frente do Palácio Real de Estocolmo e também em outras cidades. Em 17 de junho de 2015, o seu nome completo e títulos foram anunciados oficialmente por seu avô materno o rei Carlos XVI Gustavo durante uma reunião do conselho de estado, ao lado da princesa Vitória, Princesa Herdeira da Suécia. Um serviço Te Deum foi realizado em sua homenagem na capela do palácio em 18 de junho de 2015.
O Nicolau é o terceiro neto no geral (após a sua prima a princesa Estelle da Suécia e a sua irmã maior, a princesa Leonor da Suécia) do rei Carlos XVI Gustavo da Suécia e da rainha consorte Sílvia da Suécia, sendo também o primeiro neto varão deles.

### Batismo
Nicolau foi batizado em 11 de outubro de 2015 na capela do Palácio de Drottningholm por Antje Jackelén, a Arcebispa de Uppsala, em comunhão com a igreja Luteranismo da Suécia. Os seus padrinhos são: o príncipe Carlos Filipe, Duque de Varmlândia (o seu tio materno), a condessa Natascha von Abensperg und Traun (sua tia paterna); o Henry d'Abo (seu tio paterno); o Gustaf Magnuson (primo de sua mãe); a Katarina von Horn (amiga íntima de seus pais) e a Marco Wajselfisz (amiga íntima de seus pais).

## Residências e criação
Em maio de 2015, foi confirmado oficialmente pelo porta-voz do Palácio Real de Estocolmo, que a família da princesa Madalena, Duquesa da Helsíngia e Gestrícia tinha intenções de se mudar para a cidade de Londres na Inglaterra até do último trimestre de 2015, logo após alguns poucos meses do nascimento do segundo bebê da família, que viria a ser Nicolas.
Em 03 de agosto de 2018, após mais de três anos vivendo com a família na cidade de Londres, um comunicado do Palácio Real de Estocolmo confirmou oficialmente que Nicolas e a sua família iriam se mudar de Londres para agora fixar residência na Flórida nos Estados Unidos até o final de 2018, não revelaram qual cidade oficialmente a família se mudou, mas se cogitou muito West Palm Beach, local onde a mãe de Christopher O'Neill reside; e supostamente o casal escolheu alugar uma residência.
Em fevereiro de 2020, foi confirmado que a família de Nicolas comprou uma nova mansão de dois andares e quinze dormitórios com uma ampla piscina, localizada na área exclusiva de Pinecrest (na cidade de Miami); o valor do imóvel foi avaliado em quase US$ 3 milhões de dólares dos Estados Unidos líquidos.

## Deveres oficiais
No dia 07 de outubro de 2019, "para estabelecer quais membros da Família Real da Suécia atenderiam compromissos ligados à Chefia de Estado", o rei Carlos XVI Gustavo da Suécia anunciou oficial que ele perderia o seu tratamento de "Sua Alteza Real", que não atenderia compromissos oficiais no futuro e que não faria mais parte da Casa de Bernadotte, apenas da Família real sueca.
Ele segue com o título de um Príncipe do Reino da Suécia por nascimento e também um Duque de Angermânia.

## Títulos, honras e brasão

### Títulos e estilos
- 15 de junho de 2015 –  06 de outubro de 2019: Sua Alteza Real o Príncipe Nicolau da Suécia, Duque de Angermânia[1]
- 06  de outubro de 2019 –  presente: Príncipe Nicolau da Suécia, Duque de Angermânia

### Honras
- Suécia Cavaleiro da Ordem Real do Serafim
- Suécia Cavaleiro da Ordem Real de Carlos XIII

### Brasão
| Brasão de Nicolau | Monograma real de Nicolau |